# Kablinac
Kablinac je hrid koja čini otočni niz sa susjednim otocima Tetovišnjak Veli i Tetovišnjak Mali, od kojeg je udaljena 150 metara.
Površina otoka je 913 m2, a visina 2 metra.